# Cassis madagascariensis
Cassis madagascariensis är en snäckart som beskrevs av Jean-Baptiste Lamarck 1822. Cassis madagascariensis ingår i släktet Cassis och familjen hjälmsnäckor. Utöver nominatformen finns också underarten C. m. spinella.

## Bildgalleri

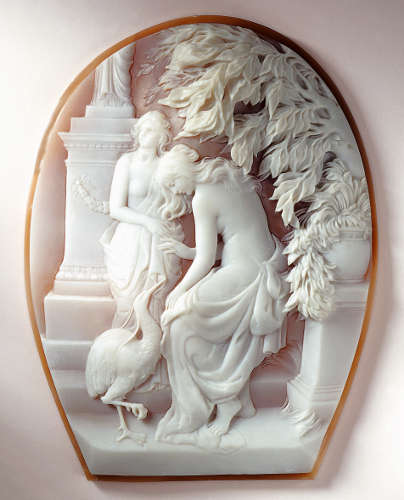